# Bildungszentrum Nürnberg

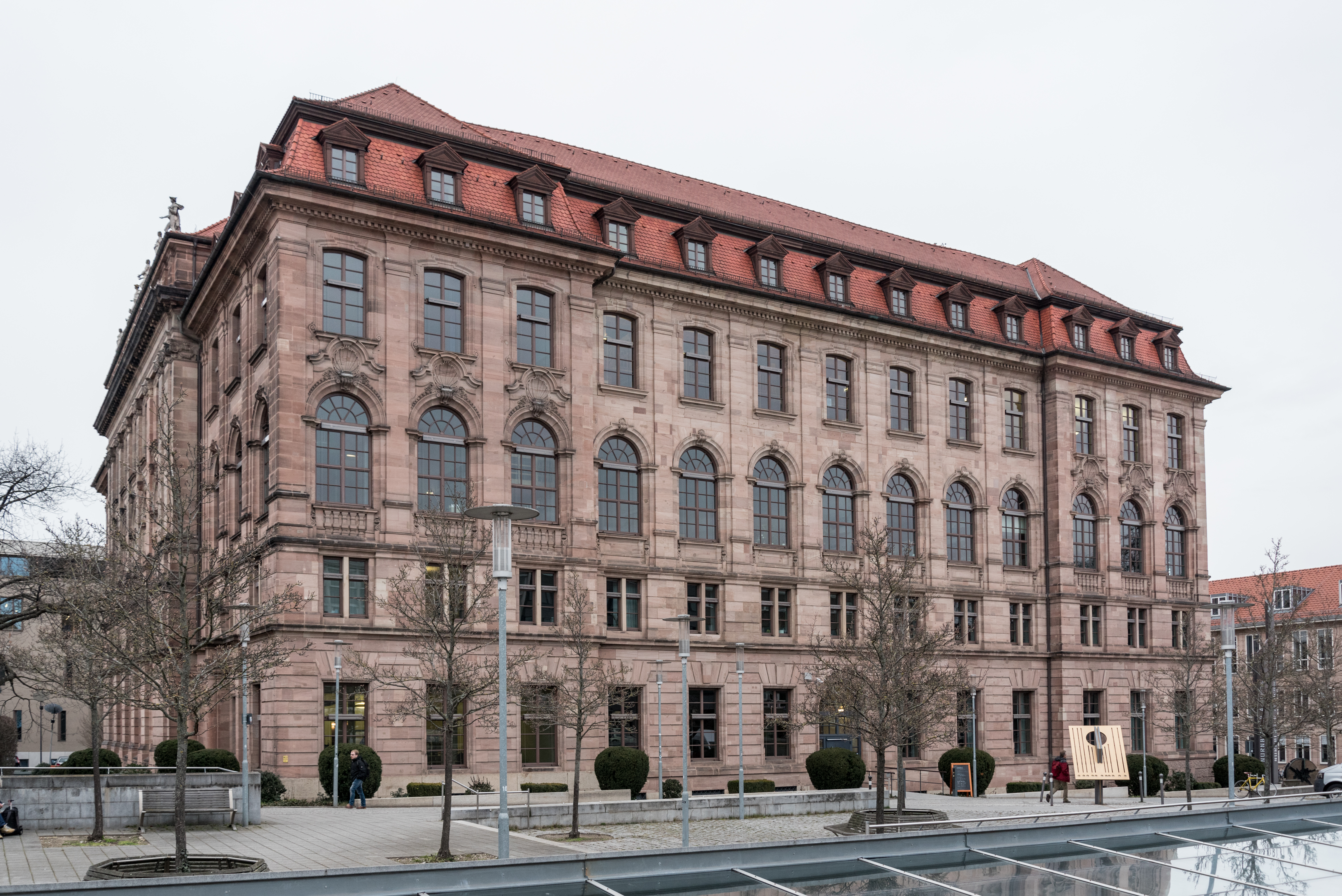
Hauptgebäude am Gewerbemuseumsplatz in Nürnberg (2016)

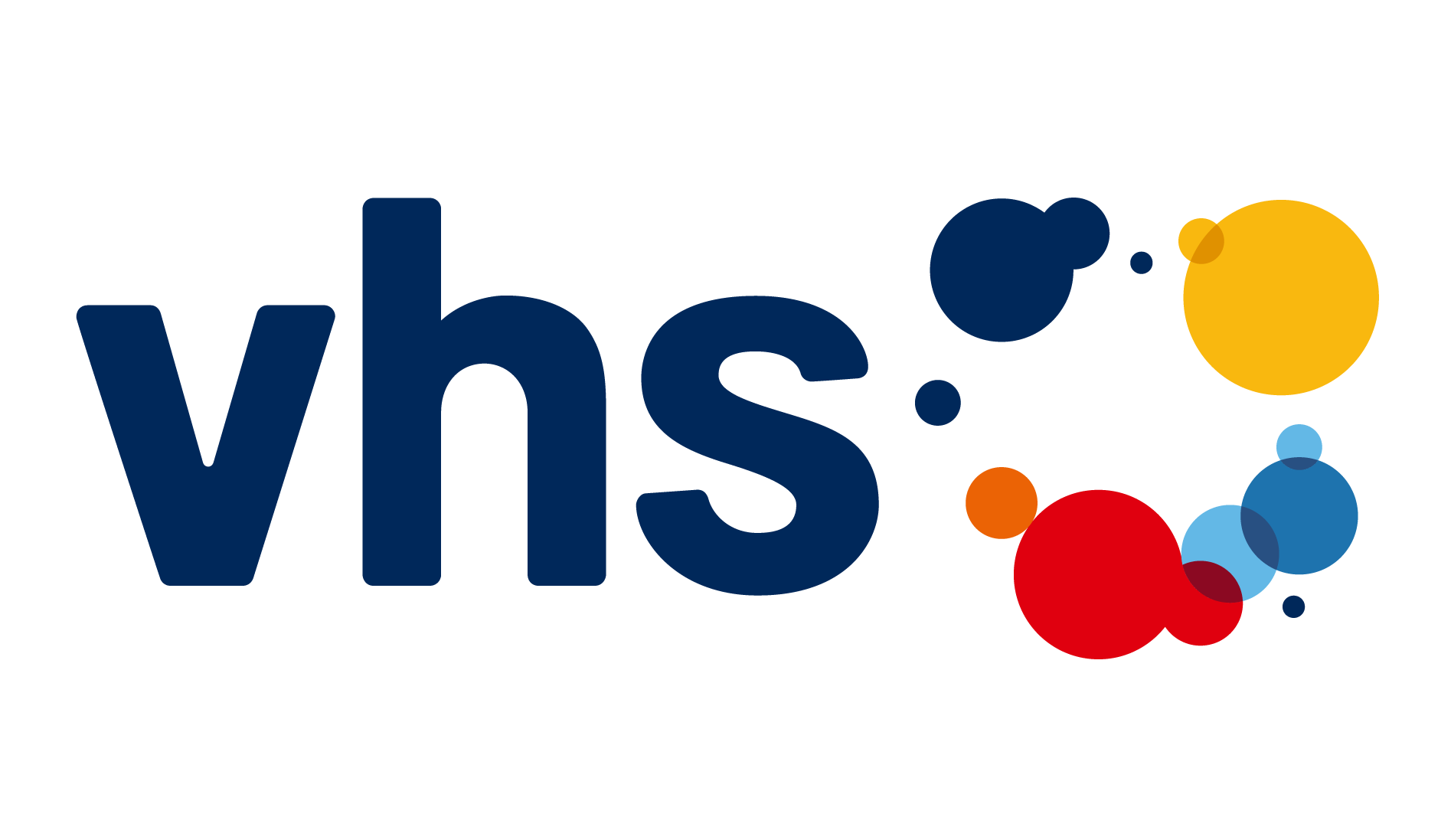
Logo des Deutschen Volkshochschul-Verbandes

Das Bildungszentrum Nürnberg (BZ) ist die größte öffentliche Weiterbildungseinrichtung in Nordbayern und die zweitgrößte Volkshochschule in Bayern. Das Programm umfasst jährlich rund 6500 Veranstaltungen aus Kursen, Seminaren, Workshops, Vorträgen, Lesungen, Symposien, Exkursionen, Führungen, Ausstellungen, Bildungsreisen, Foren und Kulturveranstaltungen. Sie werden von 90 hauptberuflichen Mitarbeitern und rund 1.000 freiberuflichen Kursleitern organisiert.
Das BZ versteht sich als Haus der Bildung sowie als Lern-, Kultur- und Kommunikationsort. Es folgt dem gesetzlich verankerten Bildungsauftrag, Bildung und lebensbegleitendes Lernen für alle Bürger Nürnbergs zu bieten.

## Geschichte
1921 wurde die Volkshochschule als eigenständige kommunale Institution gegründet. 1965 wurde aus der VHS das Bildungszentrum (BZ). Zu den Glanzlichtern des BZ zählt der 2009 gegründete Südpunkt in der Nürnberger Südstadt, in dem lebenslanges Lernen mit beruflicher Weiterbildung, einer Stadtteilbibliothek und kultureller Begegnung vernetzt wird, sowie das Nicolaus-Copernicus-Planetarium am Plärrer, das seit 1994 zum BZ gehört und mit zahlreichen Veranstaltungen aufwartet. 2011 folgte der organisatorische Zusammenschluss mit der Stadtbibliothek Nürnberg und dem Nicolaus-Copernicus-Planetarium zum Bildungscampus Nürnberg.
Ende März 2019 wurde bekannt, dass das Bildungszentrum im Haus am Gewerbemuseumsplatz dem bayerischen Gesundheitsministerium weichen solle, welches teilweise nach Nürnberg verlegt wird. Dagegen formierte sich rasch Widerstand. Schließlich beschloss der Stadtrat, dass das Bildungszentrum im Haus bleibt.

## Programmangebot
Das umfangreiche Angebot des BZ gliedert sich in die Bereiche Gesellschaft und Kultur, Gesundheit, Beruf und Karriere, Sprachen, Grundbildung und Planetarium.
Zweimal jährlich erscheint das 400 Seiten starke BZ-Programm, das kostenfrei in Buchhandlungen, Arztpraxen, Tankstellen, Kinder- und Jugendeinrichtungen, Firmen sowie zahlreichen städtischen Einrichtungen ausliegt.

## Veranstaltungsorte
- Servicebüro des Bildungszentrums (persönliche Anmeldung und Beratung), Gewerbemuseumsplatz 1
- Seminargebäude des Bildungszentrums (Seminar-, Fitness- und Werkräume, kostenfreie Kinderbetreuung), Gewerbemuseumsplatz 2
- südpunkt (Seminar- und Fitnessräume, Lernpunkt, Alpha-Werkstätten, kostenfreie Kinderbetreuung, Stadtbibliothek Südstadt), Pillenreuther Straße 147
- Bildungszentrum Untere Talgasse (Seminarräume, Zentrale Anlaufstelle für Migration, Servicestelle zur Anerkennung ausländischer Qualifikationen in der Metropolregion Nürnberg), Untere Talgasse 8
- Bildungszentrum TEMPO-Haus (Vorbereitungskurse zum Nachholen von Schulabschlüssen / „Zweite Chance“, Sprachkurse), Schoppershofstraße 80
- Nicolaus-Copernicus-Planetarium (Sterne, Wissenschaft, MINT, Kultur), Am Plärrer 41
- Seniorentreff Bleiweiß, Hintere Bleiweißstraße 15
- Nachbarschaftshaus Gostenhof, Adam-Klein-Straße 6
- Johannes-Scharrer-Gymnasium, Webersplatz 19
- Fachoberschule/Berufsoberschule, Rollnerstraße 15
- Fachschule Pilotystraße 4
- Fachschule Pilotystraße 4
- Volksschule Hummelsteiner Weg 25
- Förderzentrum Merianschule, Merianstraße 1
- Sigena-Gymnasium, Gibitzenhofstraße 135
- Schulzentrum Südwest, Pommernstraße 10
- Zentrum für Körper- und Sprachbehinderte / Schule für Körperbehinderte, Bertha-von Suttner-Straße 29

## Zertifizierung
Das BZ ist seit 2004 mit dem Zertifikat „Committed to Excellence“ ausgezeichnet und wurde damit als erste deutsche großstädtische Volkshochschule für sein Qualitätsmanagement nach den Standards der „European Foundation for Quality Management (EFQM)“ zertifiziert. Im Jahr 2014 wurde dem BZ im Rahmen einer Rezertifizierung die höhere Auszeichnung "Recognised for Excellence – 4-Sterne" verliehen. Ergänzend hat das BZ eine Zulassung nach AZWV (Verfahren zur Zulassung von Trägern und Maßnahmen der beruflichen Weiterbildung nach § 87 SGB III) erhalten, die jährlich überprüft wird.